# Can Fosses
Can Fosses és un mas al nucli de Planoles (Ripollès) catalogat l'Inventari del Patrimoni Arquitectònic de Catalunya. Sobresurt el volum aclaparador de la cabana cobert a dues aigües que domina l'era. L'emparedat de les grans obertures exteriors disposades simètricament sobre l'eix central que divideix les dues crugies que facilitaven la ventilació fan pensar en canvis en el sistema d'explotació, que l'estructura del mas recull adaptant-se als progressius canvis d'ús. Construïda amb maçoneria de pedra del país, destaca la col·locació d'aquesta a l'arc i les llindes de les obertures.